# Руа (Ругіла)
Ругіла (Руа) — також Ругас, Руга (Rugila, Rua, Rougas, Ruga *368 — †434) — правитель Гунської імперії 421—434 роках, воєначальник, який здобув ранні перемоги над Римською імперією. Помер 434 року.
Був одним з видатних попередників Аттіли в 5 столітті. Спочатку правив, разом зі своїм братом Октаром, який помер бл. 430 року під час воєнної кампанії проти бургундів.
432 року Руа згадується як єдиний правитель гунів. У той час Флавій Аецій через внутрішні міжусобиці в імперії, втратив свою провінцію Галію, майно, і втік до гунів. З їх допомогою (60-тисячне військо), він переміг супротивників і був відновлений новим імператором у своїй провінції ще раз.
Через деякий час, коли деякі племена, раніше підкорені гунами, почали тікати на територію Східної Римської імперії, Ругіла зажадав їх видачі через свого посланника Есла і погрожував війною, якщо не виконають його вимоги. Згодом, у 435 (?), гуни спустошили Фракію, але їхня кампанія була невдалою. Руа помер, «вдарений блискавкою», і решта гунського війська нібито загинула через епідемію чуми. Після його смерті, Аттіла і Бледа, сини його брата Мундзука, стали спільно правити європейською імперією гунів.